# Караагаш (Жамбылский район)
Караагаш (каз. Қараағаш) — село в Жамбылском районе Северо-Казахстанской области Казахстана. Входит в состав Жамбылского сельского округа. Код КАТО — 594639400.

## Население
В 1999 году население села составляло 104 человека (55 мужчин и 49 женщин). По данным переписи 2009 года, в селе проживало 72 человека (38 мужчин и 34 женщины).